# Metanepsia spangleri
Metanepsia spangleri är en tvåvingeart som beskrevs av Loïc Matile 1972. Metanepsia spangleri ingår i släktet Metanepsia och familjen svampmyggor.
Artens utbredningsområde är Kenya. Inga underarter finns listade i Catalogue of Life.